# Huria Matenga
Huria Matenga, född 1840, död 1909, var en maoriprinsessa. Hon blev berömd för sitt deltagande i räddningen av passagerarna av fartyget Delaware, som gick på grund vid Nya Zeeland 1863. Hennes räddningsaktion gjorde henne berömd och hyllad som en hjältinna av britterna, en handling som fick extra stor symbolisk betydelse eftersom den ägde rum under kriget mellan maorierna och britterna.